# Alicia Molik
Alicia Molik (Adelaide, 27 gennaio 1981) è un'allenatrice di tennis ed ex tennista australiana.
Fu una buona giocatrice sia di singolare che di doppio. In singolare ha conquistato 5 titoli WTA, aggiudicandosi anche la medaglia di bronzo alle Olimpiadi di Atene 2004, battendo nella finale per il terzo posto la russa Anastasija Myskina. La sua migliore posizione in singolo fu l'ottava, raggiunta nel febbraio 2005.
Nel doppio ha conquistato due titoli del Grande Slam, il primo agli Australian Open 2005 insieme a Svetlana Kuznecova ed il secondo al Roland Garros 2007 in coppia con l'italiana Mara Santangelo. Raggiunse la sesta posizione della classifica di doppio nel giugno 2005. Anche nel doppio misto ottenne discreto successo, raggiungendo le finali a Wimbledon nel 2004 e nel 2007 e agli US Open nel 2004.
Si è ritirata una prima volta dal professionismo nel settembre 2008 a causa dei troppi infortuni ma è ritornata a giocare ad agosto 2009 vincendo il torneo ITF di Darwin in doppio e singolo. Si è poi definitivamente ritirata nel 2011.

## Carriera

### 2010
Dopo il grande successo nel corso degli ultimi 3 mesi della stagione 2009 nei tornei ITF, Alicia Molik ha cominciato il 2010 entrando nella top 200.
L'australiana ha iniziato la sua stagione al torneo di Brisbane. Ha sconfitto in questa circostanza Ekaterina Makarova al primo turno per 6-4, 1-6, 6-4. Nel secondo turno è stata battuta dalla futura vincitrice del torneo Kim Clijsters per 6-0 6-3.
La settimana dopo si è recata a Hobart. Al primo turno, ha sconfitto Sania Mirza in tre set 6-4, 2-6, 6-3. Ma proprio come a Brisbane ha perso al secondo turno 7-6 3-6 6-3 contro Carla Suárez Navarro.
Alicia Molik ha partecipato sia in singolare che nel doppio agli Australian Open con Meghann Shaughnessy. In singolare l'australiana ha perso contro Julie Coin 3-6, 7-6, 6-3.
Molik poi ha giocato in Fed Cup con l'Australia contro la Spagna, però, ha perso pesantemente in singolare ancora una volta contro Carla Suárez Navarro per 6-1, 6-1.
La Molik ha poi giocato il Dubai Tennis Championships, dove ha sconfitto Zheng Jie nel primo turno e poi ha perso con Anna-Lena Grönefeld nel secondo. Al torneo di Kuala Lumpur ha perso al primo turno contro Alisa Klejbanova 6-1, 6-4.
Molik quindi ha accettato una wild card al torneo di Indian Wells a marzo. Nel primo turno ha sconfitto Tatjana Maria 6-3, 6-1 e poi ha tirato fuori un risultato a sorpresa, sconfiggendo Anabel Medina Garrigues 6-4, 5-7, 7-6. Al terzo turno contro Elena Baltacha ha dominato la partita con un sonoro 6-0, 6-2. Ha perso da Zheng Jie al 4º turno per 3-6, 6-4, 6-7. Come risultato della performance di Indian Wells la Molik ha migliorato la sua classifica salendo al numero 110 del ranking.

### 2011
La Molik inizia la stagione al torneo di Hobart battendo al primo turno la svedese Sofia Arvidsson. Al secondo turno viene battuta da Sara Errani per 6-1, 6-0. In seguito gioca l'Australian Open
battendo al primo turno Roberta Vinci in tre set. Al turno successivo viene eliminata dalla russa Nadia Petrova. Questo è stato il suo ultimo torneo, prima del ritiro definitivo.

## Caratteristiche tecniche
Alicia Molik giocava il rovescio a una mano.

## Vita privata
Risiede a Perth col marito, sposato nel 2011. L'anno dopo è diventata madre di un maschio.

## Statistiche

### Singolare

#### Vittorie (5)
| Legenda               |
| --------------------- |
| Grande Slam (0)       |
| Ori Olimpici (0)      |
| WTA Championships (0) |
| Tier I (1)            |
| Tier II (1)           |
| Tier III (1)          |
| Tier IV (1)           |
| Tier V (1)            |

| Nr. | Data            | Torneo                                       | Superficie  | Avversario in finale | Punteggio        |
| 1.  | 12 gennaio 2003 | Moorilla Hobart International, Hobart        | Cemento     | Amy Frazier          | 6–2, 4–6, 6–4    |
| 2.  | 8 agosto 2004   | Nordea Nordic Light Open, Stoccolma          | Cemento     | Tetjana Perebyjnis   | 6–1, 6–1         |
|     | 22 agosto 2004  | Bronzo ai Giochi Olimpici, Atene             | Cemento     | Anastasija Myskina   | 6-3, 6-4         |
| 3.  | 24 ottobre 2004 | Open di Zurigo, Zurigo                       | Cemento (i) | Marija Šarapova      | 4–6, 6–2, 6–3    |
| 4.  | 31 ottobre 2004 | Fortis Championships Luxembourg, Lussemburgo | Cemento (i) | Dinara Safina        | 6–3, 6–4         |
| 5.  | 15 gennaio 2005 | Medibank International, Sydney               | Cemento     | Samantha Stosur      | 6(5)–7, 6–4, 7–5 |

#### Sconfitte (4)
| Legenda               |
| --------------------- |
| Grande Slam (0)       |
| Argenti Olimpici (0)  |
| WTA Championships (0) |
| Tier I (0)            |
| Tier II (1)           |
| Tier III (1)          |
| Tier IV (1)           |
| Tier V (1)            |

| Nr. | Data             | Torneo                                | Superficie  | Avversario in finale | Punteggio     |
| 1.  | 31 marzo 2003    | Sarasota Clay Court Classic, Sarasota | Terra verde | Anastasija Myskina   | 4-6, 1-6      |
| 2.  | 14 aprile 2003   | Hungarian Grand Prix, Budapest        | Terra rossa | Magüi Serna          | 6-3, 5-7, 4-6 |
| 3.  | 22 maggio 2004   | WTA Austrian Open, Vienna             | Terra rossa | Anna Smashnova       | 2-6, 6-3, 2-6 |
| 4.  | 26 febbraio 2005 | Qatar Ladies Open, Doha               | Cemento     | Marija Šarapova      | 6-4, 1-6, 4-6 |

### Doppio

#### Vittorie (7)
| Legenda               |
| --------------------- |
| Grande Slam (2)       |
| Ori Olimpici (0)      |
| WTA Championships (0) |
| Tier I (1)            |
| Tier II (3)           |
| Tier III (0)          |
| Tier IV (1)           |
| Tier V (0)            |

| N. | Data             | Torneo                                            | Superficie    | Compagna            | Avversarie in finale                     | Punteggio        |
| 1. | 18 giugno 2004   | AEGON International, Eastbourne                   | Erba          | Magüi Serna         | Svetlana Kuznecova Elena Lichovceva      | 6-4, 6-4         |
| 2. | 8 agosto 2004    | Nordea Nordic Light Open, Stoccolma               | Cemento       | Barbara Schett      | Emmanuelle Gagliardi Anna-Lena Grönefeld | 6–3, 6–3         |
| 3. | 7 novembre 2004  | Advanta Championships of Philadelphia, Filadelfia | Sintetico (i) | Lisa Raymond        | Liezel Huber Corina Morariu              | 7–5, 6–4         |
| 4. | 29 gennaio 2005  | Australian Open, Melbourne                        | Cemento       | Svetlana Kuznecova  | Lindsay Davenport Corina Morariu         | 6-3, 6-4         |
| 5. | 26 febbraio 2005 | Qatar Total Open, Doha                            | Cemento       | Francesca Schiavone | Cara Black Liezel Huber                  | 6-3, 6-4         |
| 6. | 2 aprile 2005    | Sony Ericsson Open, Miami                         | Cemento       | Svetlana Kuznecova  | Lisa Raymond Rennae Stubbs               | 7-5, 6(5)-7, 6-2 |
| 7. | 10 giugno 2007   | Open di Francia, Parigi                           | Terra rossa   | Mara Santangelo     | Katarina Srebotnik Ai Sugiyama           | 7-6(5), 6-4      |

#### Sconfitte (9)
| Legenda              |
| -------------------- |
| Grande Slam (0)      |
| Argenti Olimpici (0) |
| WTA Champonships (0) |
| Tier I (0)           |
| Tier II (5)          |
| Tier III (3)         |
| Tier IV (1)          |
| Tier V (0)           |

| N. | Data             | Torneo                                     | Superficie  | Compagna            | Avversarie in finale                  | Punteggio        |
| 1. | 16 gennaio 2000  | Moorilla Hobart International, Hobart      | Cemento     | Kim Clijsters       | Rita Grande Émilie Loit               | 6–2, 2–6, 6–3    |
| 2. | 14 giugno 2003   | DFS Classic, Birmingham                    | Erba        | Martina Navrátilová | Els Callens Meilen Tu                 | 5-7, 4-6         |
| 3. | 23 agosto 2003   | Pilot Pen Tennis, New Haven                | Cemento     | Magüi Serna         | Virginia Ruano Pascual Paola Suárez   | 6(6)–7, 3–6      |
| 4. | 5 aprile 2004    | Bausch & Lomb Championships, Amelia Island | Terra verde | Myriam Casanova     | Nadia Petrova Meghann Shaughnessy     | 6-3, 2-6, 5-7    |
| 5. | 5 marzo 2005     | Dubai Tennis Championships, Dubai          | Cemento     | Svetlana Kuznecova  | Virginia Ruano Pascual Paola Suárez   | 7-6(7), 2-6, 1-6 |
| 6. | 27 maggio 2006   | Istanbul Cup, Istanbul                     | Terra rossa | Sania Mirza         | Al'ona Bondarenko Nastas'sja Jakimava | 2-6, 4-6         |
| 7. | 24 febbraio 2007 | Dubai Tennis Championships, Dubai (2)      | Cemento     | Svetlana Kuznecova  | Cara Black Liezel Huber               | 6(6)-7, 4-6      |
| 8. | 26 maggio 2007   | Internationaux de Strasbourg, Strasburgo   | Terra rossa | Sun Tiantian        | Yan Zi Zheng Jie                      | 3-6, 4-6         |
| 9. | 19 agosto 2007   | East West Bank Classic, Los Angeles        | Cemento     | Mara Santangelo     | Květa Peschke Rennae Stubbs           | 0-6, 1-6         |

### Doppio misto

#### Sconfitte (3)
| Tornei del Grande Slam  |
| ----------------------- |
| Australian Open (0)     |
| Open di Francia (0)     |
| Torneo di Wimbledon (2) |
| US Open (1)             |
| Argenti Olimpici (0)    |

| N. | Data              | Torneo                          | Superficie | Partner         | Avversario in finale         | Punteggio        |
| 1. | 3 luglio 2004     | Torneo di Wimbledon, Londra     | Erba       | Todd Woodbridge | Cara Black Wayne Black       | 6–3, 6(8)–7, 4–6 |
| 2. | 12 settembre 2004 | US Open, New York               | Cemento    | Todd Woodbridge | Vera Zvonarëva Bob Bryan     | 3-6, 4-6         |
| 3. | 8 luglio 2007     | Torneo di Wimbledon, Londra (2) | Erba       | Jonas Björkman  | Jelena Janković Jamie Murray | 4-6, 6-3, 1-6    |

## Risultati in progressione
| Sigla | Risultato               |
| ----- | ----------------------- |
| V     | Vincitore               |
| F     | Finalista               |
| SF    | Semifinalista           |
| O     | Oro olimpico            |
| A     | Argento olimpico        |
| SF    | Bronzo olimpico         |
| QF    | Quarti di Finale        |
| 4T    | Quarto turno            |
| 3T    | Terzo turno             |
| 2T    | Secondo turno           |
| 1T    | Primo turno             |
| RR    | Round Robin             |
| LQ    | Turno di qualificazione |
| A     | Assente                 |
| ND    | Non disputato           |

| Legenda superfici    |
| -------------------- |
| Cemento              |
| Terra battuta        |
| Erba                 |
| Superficie variabile |

### Singolare
| Tornei del Grande Slam |               |               |               |               |               |               |               |               |               |               |               |               |               |               |       |
| Australian Open        | Q2            | 1T            | 3T            | 1T            | 1T            | 1T            | 4T            | QF            | A             | 3T            | 2T            | A             | 1T            | 2T            | 13–11 |
| Open di Francia        | A             | 3T            | 1T            | 1T            | 1T            | 1T            | 1T            | A             | 3T            | 1T            | A             | A             | 1T            | A             | 4–9   |
| Wimbledon              | A             | 1T            | 2T            | 2T            | 1T            | 3T            | 3T            | A             | 2T            | 2T            | A             | A             | 2T            | A             | 9–9   |
| US Open                | A             | 1T            | 2T            | 3T            | 2T            | 3T            | 2T            | 1T            | 1T            | 1T            | A             | A             | 1T            | A             | 7–10  |
| Grand Slam Win-Loss    | 0-0           | 2–4           | 4–4           | 3–4           | 1–4           | 4–4           | 6–4           | 4–2           | 3–3           | 3–4           | 1–1           | 0–0           | 1–4           | 1–1           | 33-39 |
| Year-End Championship  |               |               |               |               |               |               |               |               |               |               |               |               |               |               |       |
| WTA Tour Championships | A             | A             | A             | A             | A             | A             | A             | A             | A             | A             | A             | A             | A             | A             | 0–0   |
| Olympic Games          |               |               |               |               |               |               |               |               |               |               |               |               |               |               |       |
| Summer Olympics        | Non disputato | Non disputato | 1T            | Non disputato | Non disputato | Non disputato | SF-B          | Non disputato | Non disputato | Non disputato | 1T            | Non disputato | Non disputato | Non disputato | 5–3   |
| WTA Premier Mandatory  |               |               |               |               |               |               |               |               |               |               |               |               |               |               |       |
| Indian Wells           | A             | 2T            | Q1            | Q1            | A             | A             | 3T            | A             | A             | 3T            | A             | A             | 4T            | A             | 7-4   |
| Miami                  | A             | 2T            | Q2            | 1T            | 1T            | 4T            | 4T            | 4T            | A             | 1T            | A             | A             | 2T            | A             | 9-8   |
| Madrid                 | Non disputato | Non disputato | Non disputato | Non disputato | Non disputato | Non disputato | Non disputato | Non disputato | Non disputato | Non disputato | Non disputato | A             | Q1            | A             | 0-0   |
| Pechino                | Non disputato | Non disputato | Non Tier I    | Non Tier I    | Non Tier I    | Non Tier I    | Non Tier I    | Non Tier I    | Non Tier I    | Non Tier I    | Non Tier I    | A             | A             | A             | 0-0   |
| WTA Premier 5          |               |               |               |               |               |               |               |               |               |               |               |               |               |               |       |
| Dubai                  | Non disputato | Non disputato | Non disputato | Non Tier I    | Non Tier I    | Non Tier I    | Non Tier I    | Non Tier I    | Non Tier I    | Non Tier I    | Non Tier I    | A             | 2T            | A             | 1-1   |
| Roma                   | A             | A             | A             | A             | A             | A             | 1T            | A             | 1T            | A             | Q1            | A             | Q2            | A             | 0-2   |
| Canada                 | A             | A             | A             | Q1            | Q2            | 1T            | A             | A             | 1T            | A             | A             | A             | Q1            | A             | 0-2   |
| Cincinnati             | Non disputato | Non disputato | Non disputato | Non disputato | Non disputato | Non disputato | Non Tier I    | Non Tier I    | Non Tier I    | Non Tier I    | Non Tier I    | A             | A             | A             | 0-0   |
| Tokyo                  | A             | A             | A             | A             | Q3            | A             | 1T            | A             | A             | A             | A             | A             | A             | A             | 0-1   |
| Carriera               |               |               |               |               |               |               |               |               |               |               |               |               |               |               |       |
| Titoli vinti-finali    | 0-0           | 0-0           | 0-0           | 0-0           | 0-0           | 1-3           | 4-5           | 1-2           | 0-0           | 0-0           | 0-0           | 0-0           | 0-0           | 0-0           | 6-10  |
| Ranking a fine anno    | 172           | 94            | 115           | 47            | 100           | 35            | 13            | 29            | 163           | 58            | 311           | 309           | 110           | 317           | -     |

## Vittorie contro giocatrici Top 10
| Stagione | 2003 | 2004 | 2005 | Totale |
| Vittorie | 1    | 5    | 2    | 8      |

| #    | Giocatrice             | Ranking | Evento                     | Superficie    | Turno | Punteggio     | Rank. AMR |
| ---- | ---------------------- | ------- | -------------------------- | ------------- | ----- | ------------- | --------- |
| 2003 |                        |         |                            |               |       |               |           |
| 1.   | Daniela Hantuchová     | 8       | Miami Open, Miami          | Cemento       | 2T    | 2-6, 7-5, 6-0 | 89        |
| 2004 |                        |         |                            |               |       |               |           |
| 2.   | Anastasija Myskina (1) | 5       | Fed Cup, Mosca             | Sintetico (i) | 1T    | 6-3, 6-3      | 40        |
| 3.   | Amélie Mauresmo (1)    | 3       | San Diego Open, San Diego  | Cemento       | 2T    | 7-5, 3-6, 6-3 | 29        |
| 4.   | Elena Dement'eva       | 6       | Giochi Olimpici, Atene     | Cemento       | 1T    | 4-6, 6-0, 6-3 | 23        |
| 5.   | Anastasija Myskina (2) | 3       | Giochi Olimpici, Atene     | Cemento       | F     | 6-3, 6-4      | 23        |
| 6.   | Marija Šarapova        | 7       | Zurich Open, Zurigo        | Cemento (i)   | F     | 4-6, 6-2, 6-3 | 20        |
| 2005 |                        |         |                            |               |       |               |           |
| 7.   | Venus Williams         | 9       | Australian Open, Melbourne | Cemento       | 4T    | 7-5, 7-6(3)   | 12        |
| 8.   | Amélie Mauresmo (2)    | 2       | Qatar Ladies Open, Doha    | Cemento       | SF    | 7-6(11), 6-1  | 9         |